# Харбяти
Харбяти (рос. Харбяты) — село Тункинського району, Бурятії Росії. Входить до складу Сільського поселення Харбяти.
Населення — 551 особа (2015 рік).